# Masdevallia sanctae-inesae
Masdevallia sanctae-inesae là một loài thực vật có hoa trong họ Lan. Loài này được Luer & Malo mô tả khoa học đầu tiên năm 1978.